# همخوان دندانی‌لثوی
همخوان دندانی‌لثوی در زبان‌شناسی همخوانی است که با صاف شدن زبان در برابر برجستگی لثوی و دندان‌های فوقانی تولید می‌شود؛ همچون /ت/ و /د/ در زبان‌هایی همچون فرانسوی، ایتالیایی و اسپانیایی.